# Conjunto de edificios oficiales de Brasilia

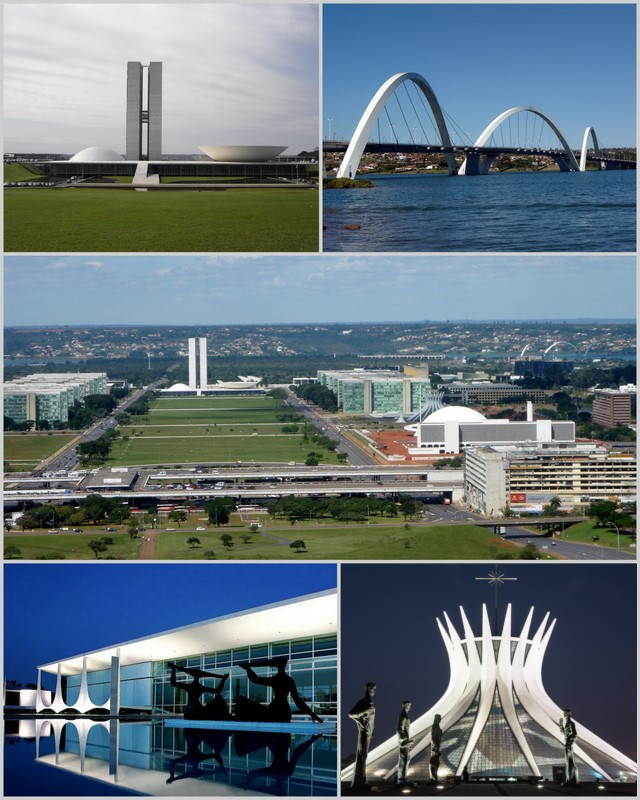
Desde el extremo superior izquierdo: Congreso Nacional de la República Federativa de Brasil, puente Juscelino Kubitschek, Eje Monumental, Palacio de la Alvorada y Catedral de Brasilia.

El conjunto de edificios oficiales de Brasilia comprenden una serie de edificios cívicos y públicos en la ciudad de Brasilia, que son el asiento de los diversos organismos que conforman los tres poderes en que esta organizado el gobierno federal de Brasil.
La ciudad de Brasilia se encuentra en lo alto de las montañas brasileñas en la región centro-occidental del país. Fue fundada el 21 de abril de 1960, para servir como la nueva capital nacional de Brasil.
Brasilia fue planeada y desarrollada por Lúcio Costa y Oscar Niemeyer en 1956 para trasladar la capital desde Río de Janeiro a una ubicación más céntrica en el territorio de Brasil. El arquitecto paisajista fue Roberto Burle Marx. El diseño de la ciudad esta organizado mediante bloques numerados, así como en sectores para actividades específicas, como el sector hotelero, el sector bancario y el sector de las embajadas. Brasilia fue elegida como Patrimonio de la Humanidad por la UNESCO debido a su arquitectura modernista y su planificación urbana artística única.
El conjunto de edificios oficiales de Brasilia se encuentran ubicados sobre el Eje Monumental que es una ancha avenida y espacio verde que define el planeamiento urbanístico de la ciudad.

## Edificios

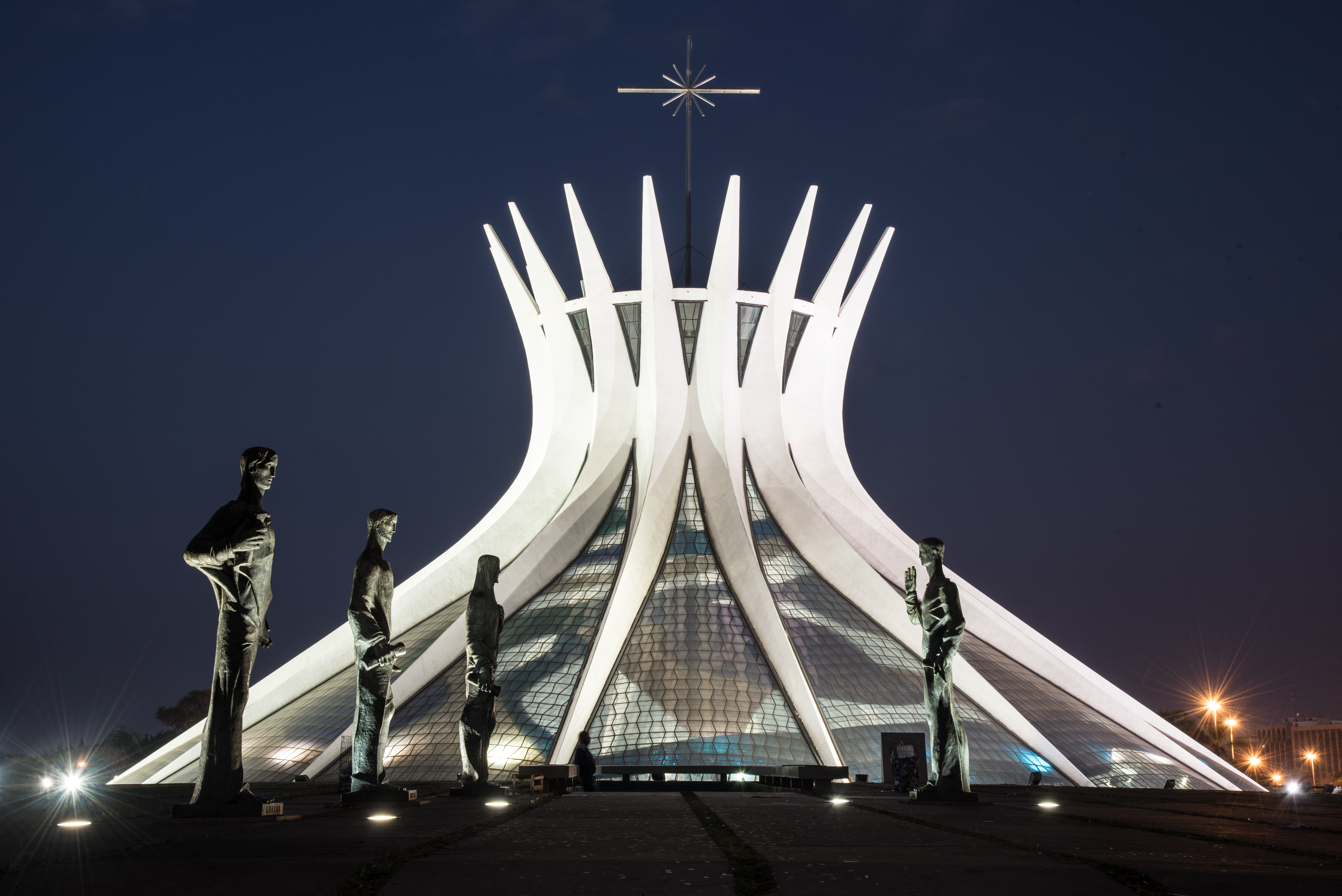
Catedral de Brasilia.

### Catedral de Brasilia
La Catedral de Brasilia fue diseñada por el arquitecto Oscar Niemeyer y es la sede arzobispal de la Arquidiócesis de Brasilia. La misma posee una planta circular de setenta metros de diámetro, de la cual se elevan dieciséis columnas de concreto (pilares de sección parabólica) en un formato hiperboloide, que pesa noventa toneladas. Fue inaugurada el 31 de mayo de 1970. En la plaza de acceso al templo se encuentran cuatro esculturas de bronce de tres metros de altura, representando a los evangelistas; las esculturas fueron realizadas por Alfredo Ceschiatti con la ayuda del escultor Dante Croce en 1968.

### Palacio del Congreso Nacional

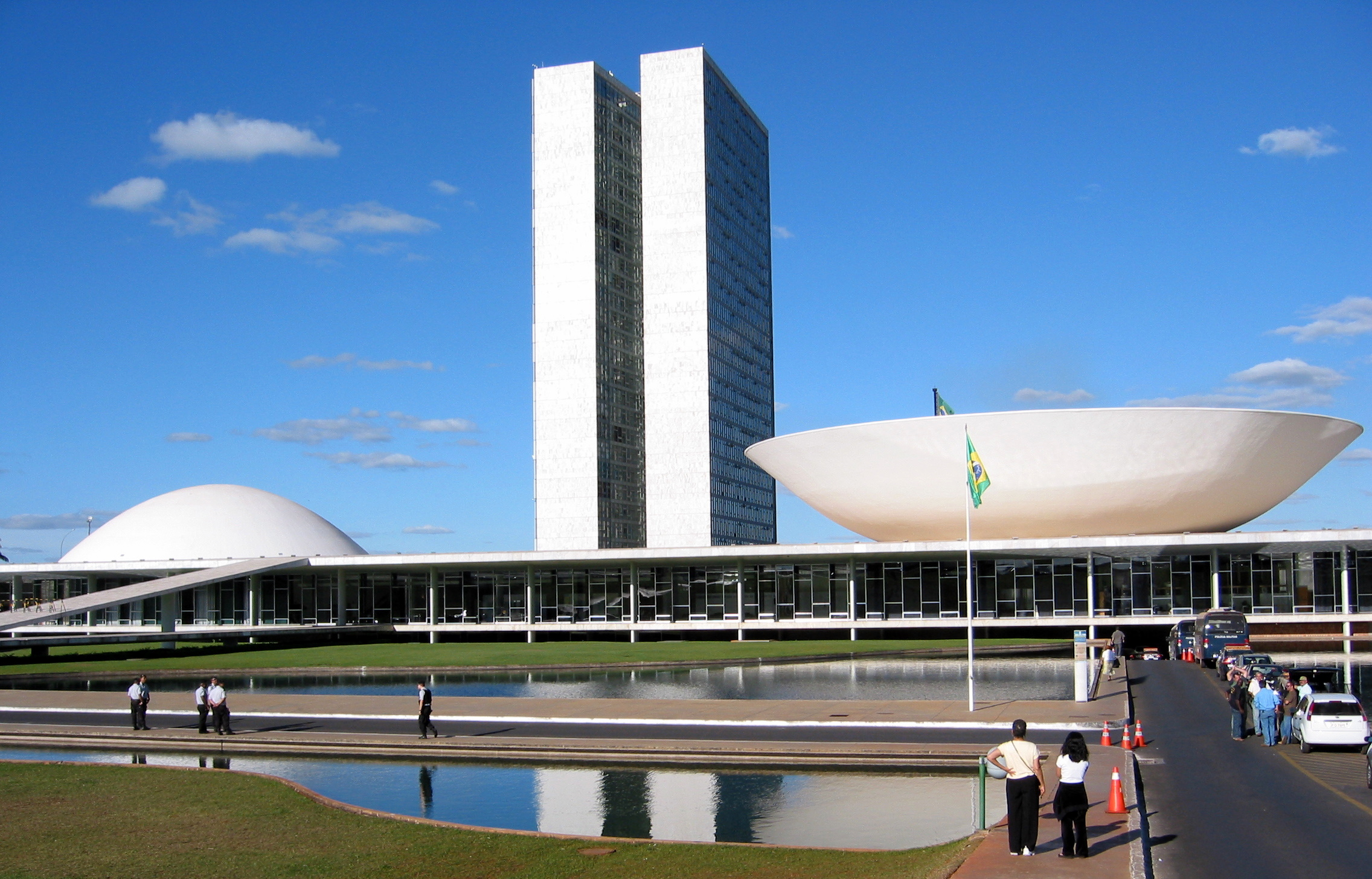
Palacio del Congreso Nacional.

De arquitectura moderna brasileña, el edificio es un bloque horizontal donde están dispuestos, a la izquierda, en una semiesfera pequeña con una cúpula cóncava, la sede del Senado Federal y a la derecha, en otra semiesfera con cúpula convexa y forma de tazón, la sede de la Cámara de Diputados. Entre ellas se encuentran dos torres de oficinas individuales que ascienden a un centenar de metros de altura. El Congreso también ocupa otros edificios circundantes, algunos de ellos conectados por un túnel.

### Palacio Presidencial

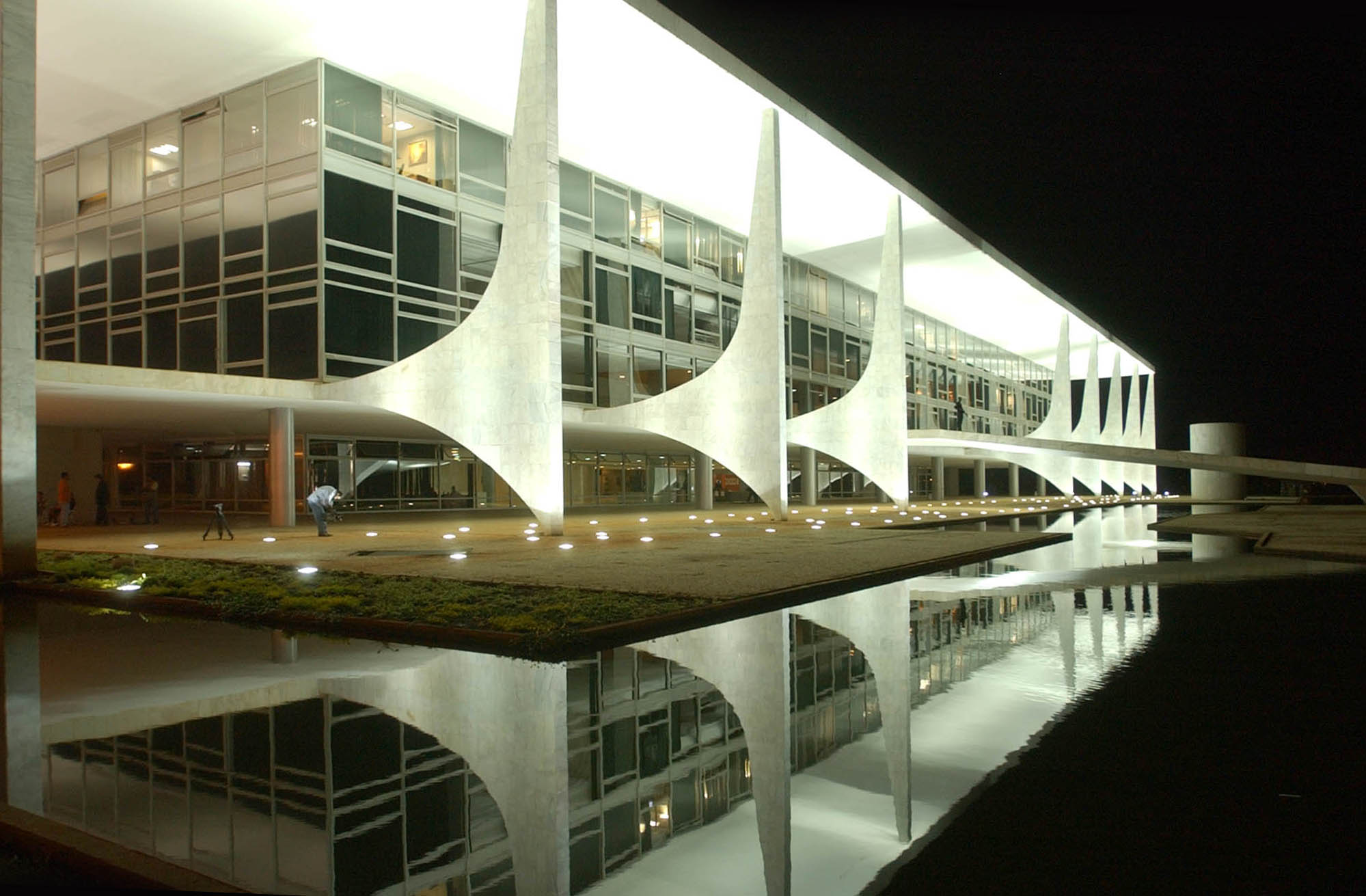
Palacio del Planalto sede del poder ejecutivo de Brasil.

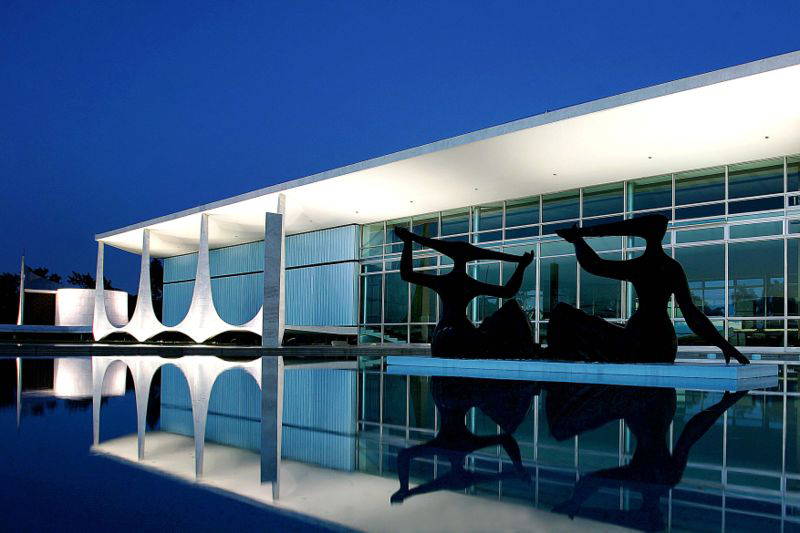
Palacio da Alvorada, residencia del Presidente de Brasil.

El edificio fue diseñado por el arquitecto Oscar Niemeyer siendo inaugurado el 21 de abril de 1960. Ha sido el sitio de trabajo de todos los presidentes de Brasil desde Juscelino Kubitschek.
El palacio presidencial fue una característica importante del plan de Costa para la ciudad capital recién establecida. La idea de Niemeyer era proyectar una imagen de simplicidad y modernidad utilizando líneas finas y ondas para componer las columnas y las estructuras exteriores. Las líneas longitudinales del palacio se mantienen mediante una secuencia de columnas cuyo diseño es una variación de las del Palácio da Alvorada, aunque estaban dispuestas transversalmente al cuerpo del edificio. La fachada del palacio también está compuesta por dos elementos fuertes: la rampa que conduce a la sala y el parlatorium (plataforma del orador), desde donde el presidente y los jefes de Estado extranjeros pueden dirigirse al público en la Plaza de los Tres Poderes.

### Residencia del presidente
El Palácio da Alvorada es la residencia oficial del Presidente de Brasil. El palacio fue diseñado, junto con el resto de la ciudad de Brasilia, por Oscar Niemeyer e inaugurado en 1958. Se encuentra en SHTN Asa Norte, en Brasilia.
Es una de las primeras estructuras construidas en Brasilia, se encuentra en una península en los márgenes del lago Paranoá. El diseño utiliza principios de simplicidad y modernidad. El espectador tiene la impresión de ver una caja de vidrio, que se ha posado suavemente en el suelo con el apoyo de finas columnas externas. El estanque acrecienta la impresión de liviandad; en el mismo hay un grupo escultórico, As banhistas ("Las bañistas") de Alfredo Ceschiatti.

### Sede del Supremo Tribunal Federal de Brasil

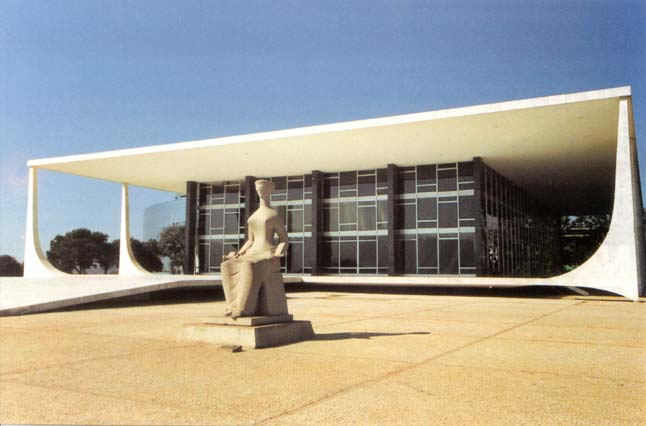
Sede del Supremo Tribunal Federal de Brasil, primer plano, escultura de "La Justicia" de Alfredo Ceschiatti.

El palacio del Supremo Tribunal Federal de Brasil fue concebido por el arquitecto Oscar Niemeyer, y el proyecto estructural por el ingeniero Joaquim Cardozo.
El edificio que alberga al Supremo Tribunal Federal de Brasil, se encuentra apoyado sobre pilares laterales y está levemente alejado del suelo, dando ligereza al conjunto. Los cálculos estructurales de Joaquim Cardozo permitieron que las bases de este edificio y de otros palacios así como de la catedral de Brasilia quedaran delgadas, apenas tocando el suelo.